# Плякин, Иван Антонович
Иван Антонович Плякин (1915, хутор Романцы, Воронежская губерния — 25 июня 1944) — капитан Рабоче-крестьянской Красной Армии, участник Великой Отечественной войн, Герой Советского Союза (1944).

## Биография
Иван Плякин родился в 1915 году на хуторе Романцы. После окончания пяти классов школы работал в сельском хозяйстве. В 1936—1938 годах проходил службу в Рабоче-крестьянской Красной Армии. В 1941 году Плякин повторно был призван в армию. С начала Великой Отечественной войны — на её фронтах. В 1942 году Плякин окончил курсы младших лейтенантов.
К июню 1944 года гвардии капитан Иван Плякин командовал миномётной ротой 199-го гвардейского стрелкового полка 67-й гвардейской стрелковой дивизии 6-й гвардейской армии 1-го Прибалтийского фронта. Отличился во время освобождения Витебской области Белорусской ССР. 24 июня 1944 года рота Плякина переправилась через Западную Двину в районе деревень Буй и Дворище Бешенковичского района и приняла активное участие в боях за захват и удержание плацдарма, отразив три контратаки. 25 июня 1944 года Плякин утонул в Западной Двине при переправе. Похоронен на левом берегу Западной Двины в районе деревни Лабейки Шумилинского района Витебской области Белоруссии.

## Награды и звания
Указом Президиума Верховного Совета СССР от 22 июля 1944 года за «образцовое выполнение боевых заданий командования на фронте борьбы с немецкими захватчиками и проявленные при этом мужество и героизм» гвардии капитан Иван Плякин посмертно был удостоен высокого звания Героя Советского Союза. Также был награждён орденами Ленина, Александра Невского и Красной Звезды.

## Память

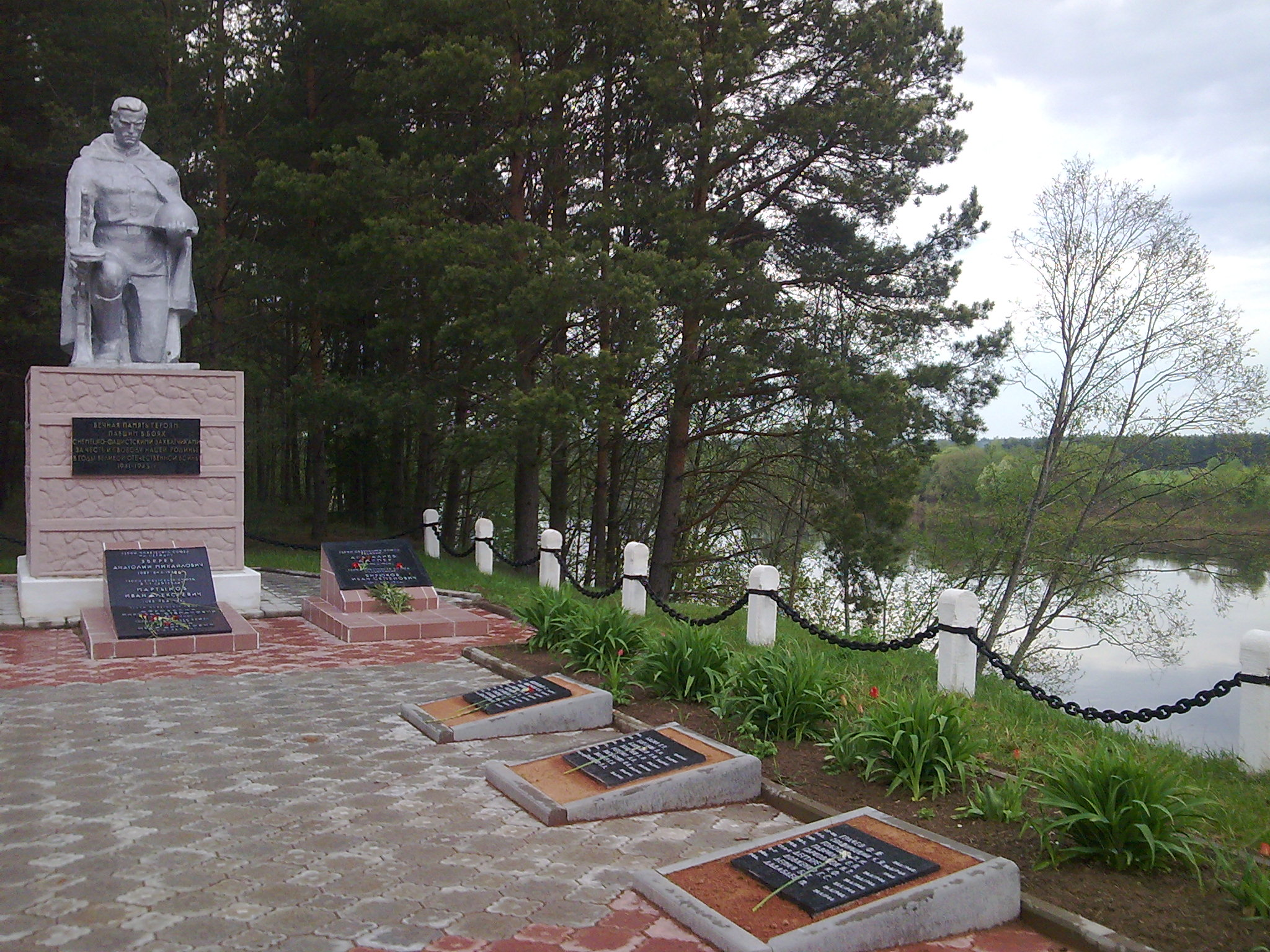
Мемориальный комплекс в Узречье, где похоронен И. А. Плякин

Похоронен в деревне Узречье Улльского сельсовета Бешенковичского района Витебской области Белоруссии в братской могиле на воинском кладбище, где сооружён мемориальный комплекс.
3 сентября 2015 года была открыта мемориальная доска Ивану Антоновичу Плякину в Ровеньской средней школе № 3.